# Romuald Lenczewski (matematyk)
Romuald Józef Lenczewski (ur. 1957) – polski profesor nauk matematycznych. Absolwent Politechniki Wrocławskiej z 1981 r. Doktoryzował się na Southern Illinois University at Carbondale w 1987 r., a habilitację uzyskał w 1997 r. na podstawie pracy pt. „Centralne twierdzenie graniczne na grupach kwantowych Uq(g)” na Wydziale Podstawowych Problemów Techniki Politechniki Wrocławskiej, gdzie od 2009 r. jest  profesorem. Kierownik Katedry Matematyki na Wydziale Matematyki tejże uczelni.